# Кубок полноправных членов
Кубок полноправных членов (англ. Full Members Cup) — национальный кубковый турнир в английском футболе, проводившийся Футбольной ассоциацией Англии с 1985 по 1992 год. Благодаря официальным спонсорам, Кубок полноправных членов назывался Simod Cup с 1987 по 1989 год и Zenith Data Systems Cup с 1989 по 1992 год.
После трагедии на стадионе «Эйзель» УЕФА отстранила английские клубы от участия в еврокубках. Чтобы дать топ-клубам дополнительную игровую практику, Футбольная ассоциация Англии учредила новый турнир. В Кубке принимали участие клубы двух высших дивизионов, являвшиеся полноправными членами Футбольной ассоциации с правом голоса. Представители же Третьего и Четвёртого дивизионов были ассоциированными членами Футбольной ассоциации и не имели права голоса, эти клубы играли в другом кубковом турнире — Трофее Футбольной лиги (также известном как Кубок ассоциированных членов).
Кубок полноправных членов был отменен спустя семь лет в результате создания Премьер-лиги и сокращения Футбольной лиги до трёх дивизионов.

## Победители
| Год  | Победитель       | Счёт     | Финалист         |
| ---- | ---------------- | -------- | ---------------- |
| 1986 | Челси            | 5:4      | Манчестер Сити   |
| 1987 | Блэкберн Роверс  | 1:0      | Чарльтон Атлетик |
| 1988 | Рединг           | 4:1      | Лутон Таун       |
| 1989 | Ноттингем Форест | 4:3 д.в. | Эвертон          |
| 1990 | Челси            | 1:0      | Мидлсбро         |
| 1991 | Кристал Пэлас    | 4:1 д.в. | Эвертон          |
| 1992 | Ноттингем Форест | 3:2      | Саутгемптон      |